# Tham Luang
Tham Luang (thailändisch ถ้ำหลวง: „große/königliche Höhle“) ist eine Karsthöhle, die in der thailändischen Provinz Chiang Rai an der Grenze zu Myanmar liegt. Das Höhlensystem erstreckt sich auf einer Länge von 10.316 Metern unter dem Kalksteinmassiv Doi Nang Non und weist eine vertikale Höhendifferenz von 85 Höhenmetern auf. Tham Luang gilt als viertlängste Höhle Thailands.
International bekannt wurde die Höhle durch die Rettungsaktion in der Tham Luang im Juni und Juli 2018.

## Beschreibung

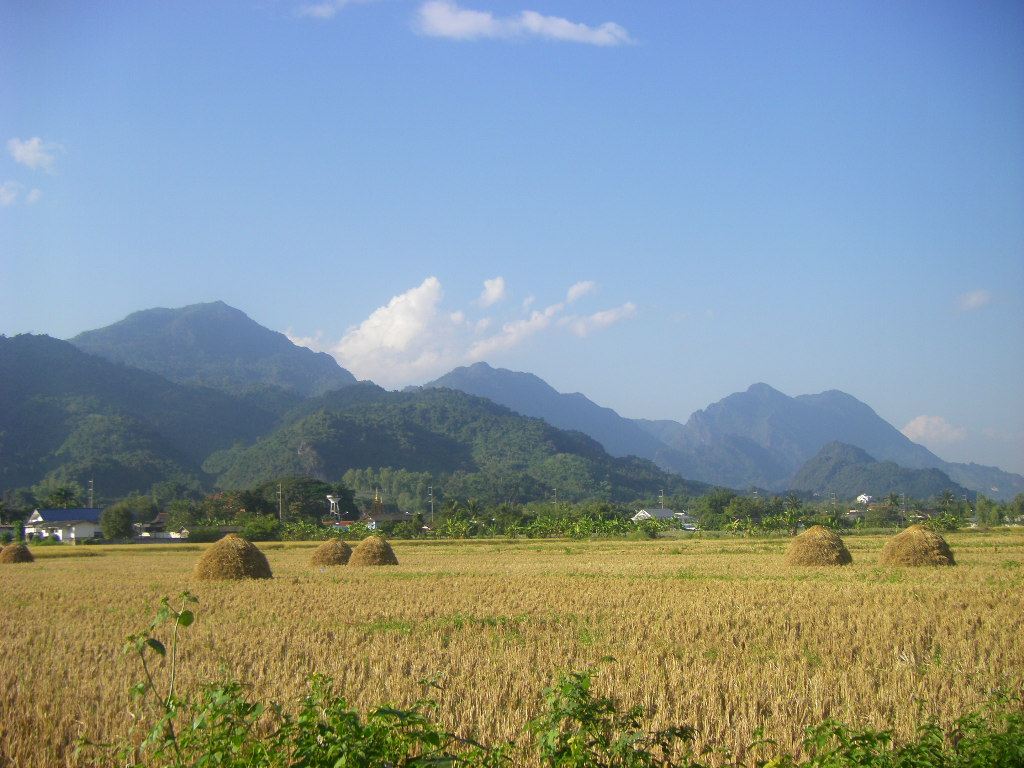
Die Bergketten des Doi Nang Non

Die Höhle Tham Luang liegt im etwa 8 km² großen Waldschutzgebiet des Waldparks Tham Luang – Khun Nam Nang Non (wörtliche Übersetzung etwa: Große Höhle – Gebirgsbach der schlafenden Frau) in der Provinz Chiang Rai (etwa 60 km von der Provinzhauptstadt entfernt), das wiederum Teil des Pha Doi Nang Non National Reserve Forest ist. Der Eingang der Höhle befindet sich im südöstlichen Teil des Waldparks, unweit eines Besucherzentrums mit Parkplatz auf einer Seehöhe von 446 Metern. Die Höhle weist zahlreiche Stalaktiten und Stalagmiten auf, wird auch von Fledermäusen bewohnt und wurde in der Vergangenheit als idealer Platz für Abenteuertouristen beworben.
Da große Teile der Höhle während der Regenzeit überflutet werden, kann die Höhle nur von November bis Juni besichtigt werden. Am Eingang der Höhle findet sich ein Hinweisschild, das vor Befahrungen der Höhle während der Regenzeit warnt. Parkranger führen Touristen entlang eines teilweise betonierten Pfades durch die Höhle, der von der 80 Meter langen Eingangshalle durch meist geräumige Passagen etwa 700 Meter tief in die Höhle reicht. Am Ende des markierten Weges geht der Höhlengang in eine Reihe von Kammern mit Felsverstürzen über. Der Querschnitt der Höhle verringert sich zusehends und ist für Touristen nicht mehr ohne weiteres befahrbar.
Bei Niederschlägen kann es – vor allem während der Monsunzeit – in der Höhle schnell zu Überflutungen kommen. Die natürliche Wasserabflussrate aus der Höhle liegt nach Regenfällen bei 5 Kubikmetern pro Minute, während der Wasserzufluss nach Niederschlägen im Einzugsgebiet bei bis zu 25 Kubikmetern pro Minute liegen kann.

## Erforschung
Die Höhle wurde durch französische Forscher der Association Pyrénéenne de Spéléologie im Rahmen von zwei Expeditionen in den Jahren 1986 und 1987 erstmals wissenschaftlich erforscht und vermessen.
Seit dem Jahr 2013 konnte der britische Höhlenforscher Vern Unsworth mit der Unterstützung von Park-Rangern des Waldparks die vermessene Strecke der Höhle deutlich erweitern. So wurden im Mai 2013 etwa 750 Meter der Höhle in einem Monk’s Series genannten nördlichen Teil der Höhle vermessen. Im Januar 2014 gelang es Unsworth, eine Verbindung zwischen dem unweit gelegenen Höhlensystem Tham Nang Non und der Eingangshalle der Tham Luang nachzuweisen.
Im März 2014 wurden weitere 600 Meter im Süden der Höhle von einem britischen Forscherteam vermessen. Die Vermessung zeigt, dass die Höhle in ihrer südlichsten Ausdehnung unter der Schlucht im Süden des Berges Doi Nang Non hindurchführt und die Höhle auch unter den südlich angrenzenden 1389 Meter hohen Berg Doi Tung reicht. Das Einzugsgebiet der Höhle erstreckt sich damit gleich unter zwei Kalksteinmassive, was außergewöhnlich ist.

## Weiterführende Literatur
- Louis Deharveng et al.: Expeditions Thai 87 – 88. Association Pyrénéenne de Spéléologie, Toulouse 1988, ISBN 2-906273-02-3 (ffspeleo.fr [PDF]).
- John Robert Dunkley: The Caves of Thailand. Speleological Research Council, Sydney 1995, ISBN 0-9589253-9-9.
- Pindar Sidisunthorn, Simon Gardner, Dean Smart: Caves of Northern Thailand. River Books, Bangkok 2006, ISBN 974-9863-13-5.
- Martin Ellis: Thailand's Top Twenty: A Guide to the Longest and Deepest Caves in Thailand. In: Shepton Mallet Caving Club Journal. 12. Jahrgang, 2009, S. 140–232 (researchgate.net).